# Umberto Maglioli
Umberto Maglioli (5 de junho de 1928 – 7 de fevereiro de 1999) foi um automobilista italiano.
Maglioli participou de nove Grandes Prêmios de Fórmula 1 entre 1953 a 1957. Seus melhores resultados foram os 3º lugares na Itália em 1954 e na Argentina de 1955.